# ولسوالی فرخار
فرخار یکی از ولسوالی‌های ولایت تخار در شمال خاوری افغانستان با جمعیت نزدیک به ۳۷،۸۶۴ نفر است. در جنوب شرقی تالقان واقع شده است. رود خان‌آباد در داخل این دره جریان دارد. مردم فرخار تاجیک هستند و به زبان فارسی دری صحبت می‌کنند. فرخار دارای ۷۵ روستا است.
از شخصیت های مشهور ولسوالی فرخار می‌توان از جنرال داود داود -از فرمانده‌هان مشهور جمعیت اسلامی و معاون وزارت داخله افغانستان- نام‌برد. 

## موقعیت جغرافیایی
مساحت فرخار ۱۲۱۴ کیلومتر مربع (۴۶۹ مایل مربع) است که نسبتاً معادل مساحت جزیره آندامان جنوبی است. این ولسوالی هیچ جاده اصلی ندارد. رود فرخار رود اصلی فرخار است که سرشاخه‌های دیگری به آن می‌ریزند. فرخار از شمال به ولسوالی کلفگان، از شمال شرقی با ولسوالی کشم، از شرق به ولسوالی تگاب، از جنوب به ولسوالی ورسج، از غرب به ولسوالی نمک‌آب و از شمال شرقی به ولسوالی تالقان احاطه شده است. کشم در ولایت بدخشان قرار دارد که با تمام ولسوالی‌های دیگر در ولایت تخار وصل است.